# Rhorus discrepans
Rhorus discrepans là một loài tò vò trong họ Ichneumonidae.